# Megachile seraxensis
Megachile seraxensis là một loài Hymenoptera trong họ Megachilidae. Loài này được Radoszkowski mô tả khoa học năm 1893.